# Nationaal park Desembarco del Granma
Het Parque Nacional Desembarco del Granma (Nationaal park van de landing van de Granma) maakt deel uit van de Sierra Maestra in het zuidoosten van Cuba. Het park meet 400 km² en is rijk aan Caribische fauna en flora, vooral orchideeën. Een voettocht van twee dagen brengt de moedige bezoeker er naar de Commandancia de la Plata, het hoofdkwartier dat Fidel Castro er oprichtte na zijn landing op de nabijgelegen kust van Las Coloradas met het jacht, de Granma, in 1956.
Het park staat op de Werelderfgoedlijst van de Unesco en is in Cuba een site van internationaal belang.
- Library of Congress Control Number: sh2018000064
- Nationale Bibliotheek van Israël: 987012403729905171
- Virtual International Authority File: 517153184537627100008

Oud Havana en zijn vestingwerken · Trinidad en Valle de los Ingenios · Castillo de San Pedro de la Roca · Nationaal park Desembarco del Granma · Viñales-vallei · Archeologisch landschap van de eerste koffieplantages in het zuidoosten van Cuba · Nationaal park Alejandro de Humboldt · Historisch centrum van Cienfuegos · Historisch centrum van Camagüey